# Tighten Up: Trojan Reggae Classics
A Tighten Up: Trojan Reggae Classics egy dupla lemezes reggae válogatásalbum 2002-ből a Trojan Records-tól.

## Számok

### CD 1
1. Untouchables - Tighten Up
2. Joya Landis - Kansas City
3. Val Bennett - Spanish Harlen
4. David Isaacs - A Place In The Sun
5. George A. Penny - Win Your Love For Me
6. Derrick Morgan - Fat Man
7. Joya Landis - Angel Of The Morning
8. The Uniques - Watch This Sound
9. The Kingstonians - Sufferer
10. Clancy Eccles - Fattie Fattie
11. Rudy Mills - John Jones
12. Joya Landis - Moonlight Lover
13. The Pioneers - Long Shot Kick De Bucket
14. Clancy Eccles - Fire Corner
15. The Upsetters - Return Of Django
16. The Soul Sisters - Wreck A Buddy
17. The Bleechers - Come Into My Parlour
18. The Soulmates - Them A Laugh And A Kiki
19. The Maytals - Monkey Man
20. Dave Barker & The Upsetters - Shocks Of Mighty
21. Ken Boothe - Freedom Street
22. The G.G. All Stars - Man From Carolina
23. The Kingstonians - Singer Man
24. Andy Capp - Herbsman Shuffle
25. Nora Dean - Barbwire
26. Delano Stewart - Stay A Little Big Longer

### CD 2
1. Niney - Blood And Fire
2. The Slickers - Johnny Too Bad
3. The Pioneers - Starvation
4. Delroy Wilson - Better Must Come
5. Judy Mowatt - In Paradise
6. The Ethiopians - The Selah
7. Clancy Eccles - Rod Of Correction
8. Bongo Herman & Bunny - Know Fari
9. Jimmy London - Bridge Over Troubled Water
10. The Chosen Few - Shaft
11. Bob Marley & The Wailers - Duppy Conqueror
12. The Harry J All Stars - Down Side Up
13. Toots & The Maytals - Redemption Song
14. I Roy & The Jumpers - Hot Bomb
15. Shorty - President Mash Up The Resident
16. U Roy - Wet Vision
17. Slim Smith - The Time Has Come
18. Nicky Thomas - Have A Little Faith
19. Ken Boothe - Silver Words
20. Bob Andy - You Don't Know Like I Know
21. Zap Pow - Nice Nice Time
22. The Heptones - Meaning Of Life
23. Al Brown - Here I Am Baby
24. Judy Mowatt - Emergency Call
25. Johnny Clarke - Non Shall Escape The Judgement
26. Cynthia Richards - If You're Ready, Come Go With Me

## Külső hivatkozások
- https://web.archive.org/web/20080417145001/http://www.roots-archives.com/release/5041